# Бернгард Мінетті
Бе́рнгард Міне́тті (нім. Bernhard Theodor Henry Minetti; 26 січня 1905, Кіль — 12 жовтня 1998, Берлін) — німецький актор театру і кіно.

## Біографія
Народився в сім'ї італійських емігрантів. Вивчав германістику і театрознавство в Мюнхені. З початку 1920-х виступав на сцені. Працював в провінційних театрах — в Гері і Дармштадті, в 1930–1945 роках — в Берлінському державному театрі.
У 1931 дебютував в кіно роллю Григорія в німецькій екранізації роману Федора Достоєвського «Брати Карамазови» (реж. Федір Оцеп). В тому ж році зіграв одну з головних ролей у фільмі «Берлін-Александерплац». У роки нацизму знімався в пропагандистських стрічках. Після війни працював в театрах Кіля, Гамбурга, Франкфурта, Дюсельдорфа, з 1965 — в Театрі Шиллера в Західному Берліні, виступав також на інших західноберлінських і західнонімецьких сценах.
У 1974 році познайомився з Томасом Бернгардом, який надзвичайно високо оцінив мистецтво актора і написав для нього декілька ролей, у тому числі — заголовну роль в драмі «Мінетті» (1976), поставлену у 1977 в Штуттгарті Клаусом Пайманом. Окрім класичного і романтичного репертуару (У. Шекспіра, Мольєра, Г. Е. Лессінга, І. В. Гете, Ф. Шиллера, Г. Клейста, Г. Бюхнер), виступав у п'єсах К. Цукмайєра, Л. Піранделло, Же. Жене, С. Беккета, Хайнера Мюллера та ін. Активно знімався на телебаченні. Автор мемуарів — «Спогади актора» (1985).
Бернгард Мінетті був одружений з акторкою Елізабет Мінетті (1917–2003), з якою мав двох дітей — актора Ганса-Петера Мінетті (1926–2006) та Дженніфер Мінетті (1940–2011).

## Обрана фільмографія
| Рік  |    | Українська назва              | Оригінальна назва                             | Роль           |
| ---- | -- | ----------------------------- | --------------------------------------------- | -------------- |
| 1931 | ф  | Брати Карамазови              | Les Frères Karamazoff                         | Григорій       |
| 1931 | ф  | Берлін-Александерплац         | Berlin - Alexanderplatz                       | Рейнгольд      |
| 1931 | ф  | Вбивця Дмитро Карамазов       | Der Mörder Dimitri Karamasoff                 | Іван Карамазов |
| 1935 | ф  | Діва Жанна                    | Das Mädchen Johanna                           |                |
| 1936 | ф  | Імператор Каліфорнії          | Der Kaiser von Kalifornien                    |                |
| 1938 | ф  | Таємний знак LB 17            | Geheimzeichen LB 17                           |                |
| 1939 | ф  | Безсмертне серце              | Das unsterbliche Herz                         | Мартін Лютер   |
| 1939 | ф  | Роберт Кох, переможець смерті | Robert Koch, der Bekämpfer des Todes          |                |
| 1940 | ф  | Фрідріх Шиллер – Тріумф генія | Friedrich Schiller - Der Triumph eines Genies |                |
| 1954 | ф  | Долина                        | Tiefland                                      |                |
| 1966 | ф  | Воно                          | Es                                            |                |
| 1970 | ф  | Нас двоє                      | Wir - zwe                                     |                |
| 1977 | ф  | Жінка-лівша                   | Die Linkshändige Frau                         |                |
| 1984 | тф | Дон Карлос                    | Don Carlos                                    |                |
| 1987 | ф  | Франческа                     | Francesca                                     |                |
| 1988 | тф | Європа і два яблука           | Europa und der zweite Apfel                   |                |
| 1996 | тф | Кар'єра Артура Уї             | Der aufhaltsame Aufstieg des Arturo Ui        |                |

## Визнання
Берлінська художня премія (1973), премія Німецької критики (1974), Берлінська театральна премія та італійська премія Піранделло (обидві — 1994) та ін. нагороди.
У 2008 році в Бохумі заснована театральна премія Бернгарда Мінетті, одна з найвидатніших у Німеччині.